# Mistrzostwa Świata w Szermierce 1947
Mistrzostwa Świata w Szermierce 1947 – 17. edycja mistrzostw odbyła się w portugalskim mieście Lizbona.

## Klasyfikacja medalowa
| Lp. | Państwo | złoto | srebro | brąz | Razem |
| --- | ------- | ----- | ------ | ---- | ----- |
| 1   | Francja | 4     | 1      | 1    | 6     |
| 2   | Włochy  | 2     | 3      | 4    | 7     |
| 3   | Dania   | 1     | -      | -    | 1     |
| -   | Austria | 1     | -      | -    | 1     |
| 5   | Belgia  | -     | 2      | 2    | 4     |
| 6   | Szwecja | -     | 2      | -    | 2     |
| 7   | Egipt   | -     | -      | 1    | 1     |

## Medaliści

### Mężczyźni
| Złoto | Srebro | Brąz |
| Floret | | |
| Christian d’Oriola                                                                                          | Manlio Di Rosa | Edoardo Mangiarotti |
| Francja · André Bonin · René Bougnol · Jéhan de Buhan · Christian d’Oriola · Adrien Rommel                  | Włochy · Giancarlo Bergamini · Manlio Di Rosa · Giuliano Nostini · Renzo Nostini · Giorgio Pellini · Saverio Ragno | Belgia · Robert Michiels · Paul Valcke · André van de Werve · Édouard Yves                                               |
| Szpada | | |
| Édouard Artigas                                                                                             | Bengt Ljungquist                                                                                                   | Raoul Henkart |
| Francja · Édouard Artigas · Jéhan de Buhan · Marcel Desprets · Henri Guérin · Henri Lepage · Michel Pécheux | Szwecja · Per Carleson · Sven Fahlman · Carl Forssell · Bengt Ljungquist · Sven Thofelt                            | Włochy · Stefano Allocchio · Luigi Cantone · Ercole Domeniconi · Dario Mangiarotti · Edoardo Mangiarotti · Saverio Ragno |
| Szabla | | |
| Aldo Montano                                                                                                | Georges de Bourguignon                                                                                             | Gastone Darè |
| Włochy · Gastone Darè · Umberto De Martino · Carlo Filogamo · Aldo Montano · Vincenzo Pinton · Mauro Racca  | Belgia · Robert Bayot · Georges de Bourguignon · Ferdinand Jassogne · Édouard Yves                                 | Egipt · Salah Dessouki · Mohamed Abdel Rahman · Mahmoud Younes · Mohamed Zulficar                                        |

### Kobiety
| Złoto                                                             | Srebro                                                                                              | Brąz                                                                                     |
| Floret                                                            | |                                                                                          |
| Ellen Preis                                                       | Silvia Strukel                                                                                      | Louisette Malherbaud                                                                     |
| Dania · Karen Lachmann · Kate Mahaut · Grete Olsen · Ulla Barding | Francja · Jacqueline Baudot · Renée Garilhe · Françoise Gouny · Alice Karren · Louisette Malherbaud | Włochy · Cleo Balbo · Velleda Cesari · Elena Libera · Alberta Lorenzoni · Silvia Strukel |